# کوسی
کوسی، روستایی است از توابع بخش نازلو و در شهرستان ارومیه استان آذربایجان غربی ایران. مردم این روستا ترک و مسیحی می باشند.

## جمعیت
این روستا در دهستان نازلوچای قرار داشته و بر اساس سرشماری سال ۱۳۸۵ جمعیّت آن ۷۴۸ نفر (۱۲۳ خانوار)
بوده‌است.